# جزيرة أوبيرا
جزيرة أوبيرا هي أكبر جزر أوبي الواقعة في مقاطعة مالوكو الشمالية في إندونيسيا. وتقع جنوب جزيرة هالماهيرا.
ومن الجزر القريبة الأخرى:
- بيزا
- غومومو
- أوبيلاتو
- تابات
- توبالاي